# Předseda obchodní rady Spojeného království
Předseda obchodní rady Spojeného království (anglicky President of the Board of Trade) je úřad vlády Spojeného království zřízený v roce 1786. Založen byl po zrušení funkce předsedy úřadu pro obchod a kolonie fungující po většinu 18. století. Historicky úřad spravoval gesci obchodních záležistostí, od počátku 19. století obvykle jako rezort britského kabinetu. V jeho čele stál předseda fakticky na úrovni ministra obchodu. Předsedou obchodní rady je britský ministr obchodu.

## Historie
První pokusy o centrální správu obchodních záležitostí v Anglii spadají do doby Anglické republiky a protektorátu Olivera Cromwella. Po obnovení monarchie byly v roce 1660 zřízeny dvě státní rady pro obchod a kolonie, od roku 1675 spadaly obchodní a koloniální záležitosti pod výbor Tajné rady pro obchod a kolonie (Committee of the Privy Council for Trade and Plantations). Za vlády Viléma Oranžského byl v roce 1695 zřízen úřad pro obchod a kolonie, v jehož čele stál předseda (First Lord of Trade). Díky územním ziskům v severní Americe během sedmileté války bylo v roce 1768 založeno samostatné ministerstvo kolonií, které částečně převzalo kompetence úřadu pro obchod. Naopak nedlouho poté v roce 1782 v důsledku americké války za nezávislost a ztrátě rozsáhlých kolonií v Americe došlo k reorganizaci státní správy a úřad pro obchod stejně tak jako ministerstvo kolonií byly zrušeny. Koloniální záležitosti přešly dočasně pod nově zřízené ministerstvo vnitra, zatímco obchodní záležitosti spadaly opět pod výbor Tajné rady (1782–1786). Předsedou výboru Tajné rady pro obchod a kolonie byl v letech 1784–1786 vikomt Thomas Townshend, výbor měl 18 členů, z nichž většina zastávala zároveň jiné funkce ve státní správě. V roce 1786 byl úřad pro obchod (Board of Trade) obnoven v čele s nově jmenovaným předsedou Charlesem Jenkinsonem.
Během 19. století se několikrát změnila nejen struktura úřadu pro obchod, ale i jeho kompetence vzhledem k zániku historických institucí, které svým oborem do obchodních záležitostí částečně spadaly (nejvyšší mincmistr, předseda úřadu námořního pokladu, generální intendant armády). K dalším proměnám ministerstva obchodu došlo během první a druhé světové války, kdy vznikly úřady částečně přebírající agendu ministerstva obchodu (ministerstvo výživy, 1916; ministerstvo zahraničního obchodu, 1917; ministerstvo pro hospodářskou válku, 1939; ministerstvo paliv a energetiky, 1942).
Předseda obchodní rady, historicky jako ministr obchodu, byl automaticky členem tajné rady, na rozdíl od ministra zahraničí a ministra vnitra, ale neměl statut „státního sekretáře“ a nepatřil k užšímu vládnímu kabinetu. Ke změně postavení ministra obchodu – předsedy obchodního úřadu, došlo až ve druhé polovině 20. století, kdy se tento post stal již historickým, ale jeho vykonavatelé nosili titul „státního sekretáře“ obchodu s různými obměnami názvu. V letech 2016–2023 byl předseda obchodní rady spojen s funkcí ministra mezinárodního obchodu (Principal Secretary of State for International Trade). V únoru 2023 byly jeho pravomoci sloučeny s ministrem obchodu (Business Secretary) za vzniku odpovídající vládní pozice ministra obchodu (Secretary of State for Business and Trade). 
Náměstkem předsedy obchodní rady byl v letech 1786–1867 místopředseda úřadu pro obchod (Vicepresident of the Board of Trade). Tato funkce byla zřízena v roce 1786 spolu s obnoveným ministerstvem pro obchod. Funkce místopředsedy byla málokdy samostatná, její vykonavatel zastával často souběžně některý další úřad ekonomické správy (generální intendant armády, předseda úřadu námořního pokladu, generální poštmistr atd.) Post byl zrušen v roce 1867 a nahrazen funkcí parlamentního tajemníka úřadu pro obchod (Parliamentery Secretary of the Board of Trade). Stejně jako na jiných ministerstvech platilo nepsané pravidlo, že pokud byl předseda obchodní rady členem Sněmovny lordů, jeho parlamentní tajemník byl poslancem Dolní sněmovny, aby mohl obhajovat obchodní politiku v dolní komoře.

## Seznam předsedů obchodní rady (od 1786)
| Jméno                                           | Foto | Nástup do funkce   | Konec funkce       | Životní data |
| ----------------------------------------------- | ---- | ------------------ | ------------------ | ------------ |
| Charles Jenkinson, 1. hrabě z Liverpoolu        |      | 23. srpna 1786     | 7. června 1804     | 1727–1808    |
| James Graham, 3. vévoda z Montrose              |      | 7. června 1804     | 5. února 1806      | 1755–1836    |
| William Eden, 1. baron z Aucklandu              |      | 5. února 1806      | 31. března 1807    | 1744–1814    |
| Henry Bathurst, 3. hrabě Bathurst               |      | 31. března 1807    | 29. září 1812      | 1762–1834    |
| Richard Trench, 2. hrabě z Clancarty            |      | 29. září 1812      | 24. ledna 1818     | 1767–1837    |
| Frederick John Robinson                         |      | 24. ledna 1818     | 21. února 1823     | 1782–1859    |
| William Huskisson                               |      | 21. února 1823     | 4. září 1827       | 1770–1830    |
| Charles Grant                                   |      | 4. září 1827       | 11. června 1828    | 1778–1866    |
| William Vesey Fitzgerald                        |      | 11. června 1828    | 2. února 1830      | 1783–1843    |
| John Charles Herries                            |      | 2. února 1830      | 22. listopadu 1830 | 1778–1855    |
| George Eden, 1. hrabě z Aucklandu               |      | 22. listopadu 1830 | 5. června 1834     | 1784–1849    |
| Charles Edward Thomson                          |      | 5. června 1834     | 14. prosince 1834  | 1799–1841    |
| Alexander Baring, 1. baron Ashburton            |      | 15. prosince 1834  | 8. dubna 1835      | 1774–1848    |
| Charles Edward Thomson                          |      | 8. dubna 1835      | 29. srpna 1839     | 1799–1841    |
| Henry Labouchere                                |      | 29. srpna 1839     | 30. srpna 1841     | 1798–1869    |
| Frederick John Robinson, 1. hrabě z Riponu      |      | 3. září 1841       | 15. května 1843    | 1782–1859    |
| William Gladstone                               |      | 15. května 1843    | 5. února 1845      | 1809–1898    |
| James Broun-Ramsay, 10. hrabě z Dalhousie       |      | 5. února 1845      | 27. června 1846    | 1812–1860    |
| George Villiers, 4. hrabě z Clarendonu          |      | 6. července 1846   | 22. července 1847  | 1800–1870    |
| Henry Labouchere                                |      | 22. července 1847  | 21. února 1852     | 1798–1869    |
| Joseph Warner Henley                            |      | 27. února 1852     | 17. prosince 1852  | 1793–1884    |
| Edward Cardwell                                 |      | 28. prosince 1852  | 31. března 1855    | 1813–1886    |
| Edward John Stanley, 2. baron Alderley          |      | 31. března 1855    | 21. února 1858     | 1802–1869    |
| Joseph Warner Henley                            |      | 26. února 1858     | 3. března 1859     | 1793–1884    |
| Richard Hely-Hutchinson, 4. hrabě z Donoughmore |      | 3. března 1859     | 11. června 1859    | 1823–1866    |
| Thomas Milner Gibson                            |      | 6. července 1859   | 26. června 1866    | 1806–1884    |
| Sir Stafford Northcote                          |      | 6. července 1866   | 8. března 1867     | 1818–1887    |
| Charles Gordon-Lennox, 6. vévoda z Richmondu    |      | 8. března 1867     | 1. prosince 1868   | 1818–1903    |
| John Bright                                     |      | 9. prosince 1868   | 14. ledna 1871     | 1811–1889    |
| Chichester Parkinson-Fortescue                  |      | 14. ledna 1871     | 17. února 1874     | 1823–1898    |
| Charles Bowyer Adderley                         |      | 21. února 1874     | 4. dubna 1878      | 1814–1905    |
| Dudley Ryder, vikomt Sandon                     |      | 4. dubna 1878      | 21. dubna 1880     | 1831–1900    |
| Joseph Chamberlain                              |      | 3. května 1880     | 9. června 1885     | 1836–1914    |
| Charles Gordon-Lennox, 6. vévoda z Richmondu    |      | 24. června 1885    | 19. srpna 1885     | 1818–1903    |
| Sir Edward Evelyn Stanhope                      |      | 19. srpna 1885     | 28. ledna 1886     | 1840–1893    |
| Anthony John Mundella                           |      | 17. února 1886     | 20. července 1886  | 1825–1897    |
| Frederick Stanley, 1. baron z Prestonu          |      | 3. srpna 1886      | 21. února 1888     | 1841–1908    |
| Sir Michael Hicks-Beach                         |      | 21. února 1888     | 11. srpna 1892     | 1837–1916    |
| Anthony John Mundella                           |      | 18. srpna 1892     | 28. května 1894    | 1825–1897    |
| James Bryce                                     |      | 28. května 1894    | 21. června 1895    | 1838–1922    |
| Charles Thomson Ritchie                         |      | 29. června 1895    | 7. listopadu 1900  | 1838–1906    |
| Gerald William Balfour                          |      | 7. listopadu 1900  | 12. března 1905    | 1853–1945    |
| James Edward Cecil, 4. markýz ze Salisbury      |      | 12. března 1905    | 4. prosince 1905   | 1861–1947    |
| David Lloyd George                              |      | 10. prosince 1905  | 12. dubna 1908     | 1863–1945    |
| Winston Churchill                               |      | 12. dubna 1908     | 14. února 1910     | 1874–1965    |
| Sydney Charles Buxton                           |      | 14. února 1910     | 11. února 1914     | 1853–1934    |
| John Burns                                      |      | 11. února 1914     | 5. srpna 1914      | 1858–1943    |
| Walter Runciman                                 |      | 5. srpna 1914      | 5. prosince 1916   | 1870–1949    |
| Sir Albert Henry Stanley                        |      | 10. prosince 1916  | 26. května 1919    | 1874–1948    |
| Sir Auckland Campbell Geddes                    |      | 26. května 1919    | 19. března 1920    | 1879–1954    |
| Sir Robert Stevenson Horne                      |      | 19. března 1920    | 1. dubna 1921      | 1871–1940    |
| Stanley Baldwin                                 |      | 1. dubna 1921      | 19. října 1922     | 1867–1947    |
| Sir Philip Lloyd-Greame                         |      | 24. října 1922     | 22. ledna 1924     | 1884–1972    |
| Sidney James Webb                               |      | 22. ledna 1924     | 3. listopadu 1924  | 1859–1947    |
| Sir Philip Cunliffe-Lister                      |      | 6. listopadu 1924  | 4. června 1929     | 1884–1972    |
| William Graham                                  |      | 7. června 1929     | 24. srpna 1931     | 1887–1952    |
| Sir Philip Cunliffe-Lister                      |      | 25. srpna 1931     | 5. listopadu 1931  | 1884–1972    |
| Walter Runciman                                 |      | 5. listopadu 1931  | 28. května 1937    | 1870–1949    |
| Oliver Stanley                                  |      | 28. května 1937    | 5. ledna 1940      | 1896–1950    |
| Sir Andrew Duncan                               |      | 5. ledna 1940      | 3. října 1940      | 1884–1952    |
| Oliver Lyttelton                                |      | 3. října 1940      | 29. června 1941    | 1893–1972    |
| Sir Andrew Duncan                               |      | 29. června 1941    | 4. února 1942      | 1884–1952    |
| John Jestyn Llewellin                           |      | 4. února 1942      | 22. února 1942     | 1893–1957    |
| Hugh Dalton                                     |      | 22. února 1942     | 23. května 1945    | 1887–1962    |
| Oliver Lyttelton                                |      | 25. května 1945    | 26. července 1945  | 1893–1972    |
| Sir Stafford Cripps                             |      | 27. července 1945  | 29. září 1947      | 1889–1952    |
| Harold Wilson                                   |      | 29. září 1947      | 23. dubna 1951     | 1916–1995    |
| Hartley Shawcross                               |      | 24. dubna 1951     | 26. října 1951     | 1902–2003    |
| Peter Thorneycroft                              |      | 30. října 1951     | 13. ledna 1957     | 1909–1994    |
| Sir David Eccles                                |      | 13. ledna 1957     | 14. října 1959     | 1904–1999    |
| Reginald Maudling                               |      | 14. října 1959     | 9. října 1961      | 1917–1979    |
| Frederick Erroll                                |      | 9. října 1961      | 20. října 1963     | 1914–2000    |
| Edward Heath                                    |      | 20. října 1963     | 16. října 1964     | 1916–2005    |
| Douglas Jay                                     |      | 18. října 1964     | 29. srpna 1967     | 1907–1996    |
| Anthony Crossland                               |      | 29. srpna 1967     | 6. října 1969      | 1918–1977    |
| Roy Mason                                       |      | 6. října 1969      | 19. června 1970    | 1924–2015    |
| Michael Noble                                   |      | 20. června 1970    | 15. října 1970     | 1913–1984    |
| John Davies                                     |      | 15. října 1970     | 5. listopadu 1972  | 1916–1979    |
| Peter Walker                                    |      | 5. listopadu 1972  | 4. března 1974     | 1932–2010    |
| Peter Shore                                     |      | 5. března 1974     | 8. dubna 1976      | 1924–2001    |
| Edmund Dell                                     |      | 8. dubna 1976      | 11. listopadu 1978 | 1921–1999    |
| John Smith                                      |      | 11. listopadu 1978 | 4. května 1979     | 1938–1994    |
| John Nott                                       |      | 5. května 1979     | 5. ledna 1981      | 1932         |
| John Biffen                                     |      | 5. ledna 1981      | 6. dubna 1982      | 1930–2007    |
| Arthur Cockfield, 1. baron Cockfield            |      | 6. dubna 1982      | 12. června 1983    | 1916–2007    |
| Cecil Parkinson                                 |      | 12. června 1983    | 11. října 1983     | 1931–2016    |
| Norman Tebbit                                   |      | 16. října 1983     | 2. září 1985       | 1931         |
| Leon Brittan                                    |      | 2. září 1985       | 22. ledna 1986     | 1939–2015    |
| Paul Channon                                    |      | 24. ledna 1986     | 13. června 1987    | 1935–2007    |
| David Young, 1. baron Young z Graffhamu         |      | 13. června 1987    | 24. července 1987  | 1932         |
| Nicholas Ridley                                 |      | 24. července 1989  | 13. července 1990  | 1929–1993    |
| Peter Lilley                                    |      | 14. července 1990  | 10. dubna 1992     | 1943         |
| Michael Heseltine                               |      | 10. dubna 1992     | 5. července 1995   | 1933         |
| Ian Lang                                        |      | 5. července 1995   | 2. května 1997     | 1940         |
| Margaret Beckettová                             |      | 2. května 1997     | 27. července 1998  | 1943         |
| Peter Mandelson                                 |      | 27. července 1998  | 23. prosince 1998  | 1953         |
| Stephen Byers                                   |      | 23. prosince 1998  | 8. června 2001     | 1953         |
| Patricia Hewittová                              |      | 8. června 2001     | 6. května 2005     | 1948         |
| Alan Johnson                                    |      | 6. května 2005     | 5. května 2006     | 1950         |
| Alistair Darling                                |      | 5. května 2006     | 27. června 2007    | 1953         |
| John Hutton                                     |      | 28. června 2007    | 3. října 2008      | 1955         |
| Peter Mandelson, baron Mandelson                |      | 3. října 2008      | 12. května 2010    | 1953         |
| Vince Cable                                     |      | 12. května 2010    | 8. května 2015     | 1943         |
| Sajid Javid                                     |      | 11. května 2015    | 15. července 2016  | 1969         |
| Greg Clark                                      |      | 15. července 2016  | 19. července 2016  | 1967         |
| Liam Fox                                        |      | 19. července 2016  | 24. července 2019  | 1961         |
| Liz Trussová                                    |      | 24. července 2019  | 15. září 2021      | 1975         |
| Anne-Marie Trevelyanová                         |      | 15. září 2021      | 6. září 2022       | 1969         |
| Kemi Badenochová                                |      | 6. září 2022       | 5. července 2024   | 1980         |
| Jonathan Reynolds                               |      | 5. července 2024   | úřadující          | 1980         |